# Niszczyciele typu Kountouriotis
Niszczyciele typu Kountouriotis lub Ydra – typ greckich niszczycieli z lat 30. XX wieku zbudowanych w liczbie czterech sztuk we Włoszech, służących podczas II wojny światowej.

## Historia
Grecja, zaniepokojona zamówieniem przez Turcję w 1929 roku we Włoszech czterech nowoczesnych niszczycieli typów Tinaztepe i Adatepe, zamówiła w październiku 1929 roku cztery analogiczne okręty dla swojej marynarki we włoskiej stoczni Odero w Sestri Ponente (część Genui). Zarówno okręty tureckie, jak i greckie, budowane przez różne stocznie, wywodziły się z konstrukcji najnowszych włoskich niszczycieli typu Dardo, ze zmianami. Najbardziej widoczną zmianą w projekcie greckim było inne rozmieszczenie uzbrojenia, które stanowiły cztery pojedyncze działa kalibru 120 mm klasycznie ustawione na dziobie i rufie w superpozycji zamiast na dwóch dwudziałowych podstawach, co pociągnęło za sobą także zmiany nadbudówek i zmniejszenie pomostu bojowego. Zachowały one jednak pojedynczy szeroki komin typu Dardo, podczas gdy okręty tureckie miały bardziej tradycyjnie dwa kominy. Niszczyciele greckie zachowały kadłub o szerokości 9,75 m jak w typie Dardo, natomiast okręty tureckie miały zmniejszoną szerokość, podobnie jak włoski typ Folgore (Dardo II serii). Niszczyciele greckie określane są w literaturze jako typ Kountouriotis lub Ydra (w angielskiej transkrypcji także Hydra).

## Okręty

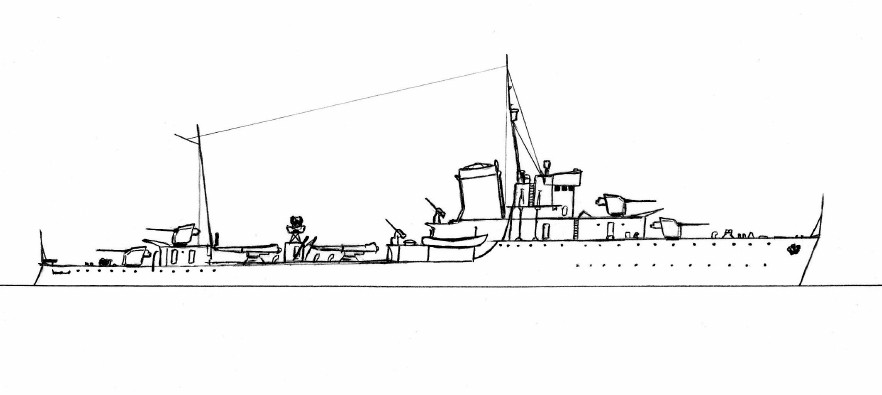
Sylwetka typu Ydra

| Okręt         | Położenie stępki | Wodowanie    | Wejście do służby | Los                                                           |
| ------------- | ---------------- | ------------ | ----------------- | ------------------------------------------------------------- |
| Ydra          | 1930             | 21. 10. 1931 | 11. 1932          | Zatopiony przez niemiecki samolot 22 kwietnia 1941.           |
| Spetsai       | 1931             | 1932         | 05. 1933          | Służył podczas II wojny światowej, wycofany ze służby w 1946. |
| Psara         | 1931             | 1932         | 05. 1933          | Zatopiony przez niemiecki samolot 20 kwietnia 1941.           |
| Kountouriotis | 1930             | 29. 08. 1931 | 11. 1932          | Służył podczas II wojny światowej, wycofany ze służby w 1946. |